# Los Rastrojos
Los Rastrojos è un cartello della droga originario della Colombia. Il gruppo è stato formato dal Cartello di Norte del Valle. In seguito il gruppo è diventato indipendente dal cartello dopo la sua scomparsa. Il gruppo si finanzia con lo spaccio di cocaina, eroina e marijuana.
Il gruppo opera principalmente a Valle del Cauca e a Cali, ma anche in altre aree della Colombia e del Venezuela.

## Conflitti e accordi con i gruppi di guerriglia in Colombia
Los Rastrojos ha combattuto spesso battaglie contro i gruppi di guerriglia colombiani FARC e Esercito di Liberazione Nazionale, principalmente a Valle del Cauca. Recentemente però ha stretto alcuni accordi con l'ELN e le FARC, accordi che però valgono solo in specifiche zone della Colombia, che però permette a Los Rastrojos di avere accesso diretto alle basi di coca. Un alleato dell'organizzazione è Daniel Barrera Barrera, alias El Loco, il quale ha stretti rapporti con le FARC. Con l'alleanza Los Rostrojos e Barrera hanno ottenuto enormi vantaggi che porteranno in seguito ad avere rapporti con i cartelli messicani, principalmente il Cartello di Sinaloa e Los Zetas.